# Mathieu Sommet
Pour les articles homonymes, voir Sommet.
Mathieu Sommet, né le 23 septembre 1988 à Saint-Étienne, est un comédien et vidéaste web français. Il est connu pour avoir créé l'émission humoristique Salut les geeks (SLG) qu'il présente de 2011 à 2016 sur YouTube, où il interprète plusieurs personnages caricaturaux tout en analysant des vidéos virales.
Salut les geeks prend fin en 2017 et il se retire dans le même temps des réseaux sociaux. Il revient l'année suivante avec une web-série dont il incarne le protagoniste, YouTube Hero. Il crée par la suite un collectif de vidéastes, le « Curry Club », qu'il quitte en 2019. En 2021, il lance un nouveau concept sur sa chaîne dénommé OVNI. Le 19 juin 2022, il commence à streamer sur la plateforme Twitch.

## Biographie

### Études et premières vidéos (2006-2011)
Mathieu Sommet passe son baccalauréat économique et social au lycée général Léonard de Vinci, à Monistrol-sur-Loire, fait une année à la Faculté d'histoire de Saint-Étienne puis fait un BTS Tourisme qu'il obtient aussi à Saint-Étienne. Avant la création de Salut les Geeks, il faisait partie d'une association (Kick Production) de Saint-Étienne qui réalisait des courts-métrages sur internet. Il obtient le premier rôle dans Fenêtre sur la nuit bleue, Complainte sur un banc public ou encore Pas de cadavre pour le conducteur mais il apparaît aussi dans Entrevue, Born Dead, Agent 812. Grâce à cette expérience, il décide de réaliser des vidéos sur internet, mais cette fois seul. En 2008, il réalise deux épisodes d'une émission qui ne perce pas sur le net, L'audience (qui est toujours visible sur Dailymotion). Il s'est attelé par la suite à la création de Salut les Geeks (SLG).
Il travaille chez McDonald's, puis chez Carrefour, au service consommateurs. Pendant cette période, il oscille entre travail et SLG. À l'époque, sa chaîne ne marche pas très bien, et il affirme avoir vécu des « passages à vide », dus au travail combiné au manque de vues, au manque de résultat face à l'énergie fournie. Mais il dit dans une interview pour Madmoizelle que : « la démotivation venait de l'émission, mais quand je n'avais pas l'émission, j'étais triste aussi ! ».

### Salut Les Geekset la réussite (2011-2016)
Mathieu Sommet diffuse le premier épisode de Salut les Geeks le 11 mars 2011 via YouTube. Réalisant peu de vues au début, il commence à se faire connaître en se faisant de la publicité sur certains forums et en passant dans le Point Culture sur les Podcasteurs de LinksTheSun, un autre youtubeur. Sa vidéo la plus vue reste la chanson Internet j'suis ton enfant, publiée en mars 2014 à l'occasion des 3 ans de l'émission, et 2 ans plus tard, elle totalise plus de 3 millions de vues[source secondaire nécessaire]. Grâce à ses vidéos, Mathieu Sommet a atteint 216 millions de vues pour 1,5 million d'abonnés sur sa chaîne YouTube en mars 2016[source secondaire nécessaire]. Il qualifie lui-même son émission d'« analyses satiriques », où plusieurs vidéos (3 dans les 4 premières saisons puis 2 à partir de la saison 5) sont décryptées sur un fond humoristique. Il affirme par ailleurs réussir à générer un revenu suffisant grâce à son émission[source secondaire souhaitée]. 
L'émission Salut Les Geeks (abrégée SLG) consiste en Mathieu qui analyse de façon humoristique des vidéos du web. Ce concept est inspiré de l'émission Equals Three de Ray William Johnson[source secondaire souhaitée], dont s'inspirera également le vidéaste Antoine Daniel pour son émission What The Cut !?. 
À partir de l'épisode 81, Mathieu commence à intégrer de la fiction dans ses vidéos[source secondaire souhaitée]. Un fil conducteur scénaristique s'installe tout le long de la saison 5, lors de laquelle Mathieu décide de faire passer le nombre de vidéos analysées de trois à deux. Il crée également l'émission L'Envers du décor[source secondaire souhaitée] dans laquelle il répond aux questions de ses abonnés par rapport à ses dernières vidéos postées, et en profite pour montrer les bêtisiers de son émission.
Mathieu Sommet décide de s'installer à Paris en 2013, mais il n'oublie pas sa ville natale (Saint-Étienne), où il retourne notamment pour tourner l'intégralité du SLG 99[source secondaire souhaitée]. Cet épisode, entièrement scénarisé, et ne comportant pas d'analyse de vidéos, conclut la saison 5[source secondaire souhaitée].
En septembre 2015, le journal Hitek lance un sondage quant à la popularité des youtubeurs. Il en ressort que Mathieu Sommet est le deuxième vidéaste préféré des Français, et même devant plusieurs célébrités notables comme Cyprien ou Norman. Au bout de quelques jours, ce sondage affiche qu'il est apprécié par 33,9 % des votants, ce qui confirme sa deuxième position juste derrière le Joueur du Grenier (36,6 %).
Après avoir quitté Saint-Étienne pour Paris début 2014, il déménage à Nantes en 2016.

### Salut les Geeks- Saison 6 (2015-2016)
Cette section ne s'appuie pas, ou pas assez, sur des sources secondaires ou tertiaires indépendantes du sujet. Le texte peut contenir des analyses inexactes ou inédites de sources primaires.
Pour l'améliorer, ajoutez-en, ou placez des modèles {{Source secondaire souhaitée}} ou {{Source secondaire nécessaire}} sur les passages mal sourcés. (juin 2024)
C'est le 25 octobre 2015 que sort le premier épisode de SLG saison 6 (SLG 100). Le scénario est dans la continuité de la saison 5, et en particulier de l'épisode 99, où le personnage de Mathieu Sommet était tué par un milliardaire voulant venger sa sœur qui s'était suicidée à la suite du harcèlement en ligne subi après son passage dans SLG. À partir de l'épisode 100, Mathieu Sommet continue son émission dans un monde virtuel, commandé par un « opérateur » dont l'identité est inconnue. Celui-ci a créé Jeanne, une intelligence artificielle conçue pour assister Mathieu dans son émission ; elle y prend désormais part au travers d'interventions durant les vidéos, au même titre que les autres personnages. On apprend également que les personnalités de Mathieu ont énormément changé, et il doit les convaincre de réintégrer l'émission dans l'épisode 100. Le Patron est devenu un homme marié, le Geek, un narco-trafiquant et le Hippie, un Dieu ayant donné naissance à la secte de l'Église du Bon du Bien. Quant à Maître Panda, on apprend à la fin de l'épisode qu'il décide de partir de l'émission et sera remplacé par des personnages créés par les abonnés. Il n'y en aura que 3 : Stéphane Burne (une parodie de Stéphane Bern imaginée par Mathieu Sommet pour SLG 101), le Vieux (proposé par une vieweuse pseudonymée Berrine pour le SLG 102) et le Magnon (proposé par un viewer pseudonymé Parnefy pour le SLG 103 bien que la deuxième identité de Magnon, Virus, soit une idée de Mathieu) avant que Mathieu ne décide d'abandonner l'idée. Maître Panda complote pour tuer Mathieu aidé du Prof qui désire aussi prendre sa revanche pour avoir été mis de côté (ironiquement, au profit de l'Instant Panda).
Mathieu Sommet crée deux nouveaux concepts lors de cette saison. Dans le premier, L'IA et Mathieu, il discute avec Jeanne sur un paradoxe humain, comme le Jeu du FN ou la surpopulation. SLG shot, quant à lui, consiste en un SLG plus court dans lequel il ne critique qu'une seule vidéo d’actualité.
En septembre 2016, il crée l'émission Panda News. Il s'agit d'une fausse chaîne de télé créée par le personnage de Maître Panda et étant voulue par Mathieu comme une parodie des chaînes télé conservatrices, comme Fox News. Un seul épisode de cette émission est sorti.
Sa chaîne compte, en janvier 2017, 146 vidéos correspondant à 104 épisodes de Salut les Geeks, 12 vidéos de L'Envers du Décor, 5 épisodes de L'IA et Mathieu, 6 épisodes de SLG Shot, les 4 chansons d'anniversaire, l'épisode 1 de Panda News ainsi que les teasers, les FAQs et les vidéos spéciales.
On[Qui ?] apprend également grâce à L'Envers du Décor 7 que le matériel a changé par rapport à la cinquième saison.

### Fin deSalut les Geeks (2016)
C'est le 21 décembre 2016 que Mathieu Sommet annonce la fin de SLG après 6 ans d'existence, comme il l'explique en description de sa vidéo explicative : « Rien ne se perd, rien ne se crée : tout se transforme. C'est sur cette citation d'Antoine Lavoisier que je vous annonce la fin prochaine de l'émission Salut les Geeks ». Il promet de faire une pause mais de tout de même continuer sur YouTube. Il annonce également la sortie d'un ultime épisode de SLG, sans donner de date, afin de « lui trouver une belle sépulture ». Mais comme annoncé dans sa vidéo temporaire de présentation de YouTube Hero, il ne sortira jamais ce dernier épisode de SLG. « À chaque fois que je regardais ce qui se passait sur YouTube, je me disais : "C'est de pire en pire. Je n'avais pas envie de revenir…" », confie-t-il.
Durant le premier live du Curry Club, présenté par Mathieu Sommet seul, le 29 août 2018, il dévoile ce qu'aurait dû être la fin de SLG. Mathieu aurait été bloqué dans un monde virtuel par un homme lui ressemblant trait pour trait : l'« opérateur ». Il viendrait d'un univers parallèle semblable en tout point à la Terre. Dans cet univers, Jeanne contrôle le monde entier de façon autoritaire et dictatoriale. À cause d'une erreur de calcul causée par Jeanne, le monde explosera quelques jours plus tard. Le Mathieu de l'univers parallèle fait donc alliance avec Jeanne pour fuir cet univers via un portail ; Jeanne ne peut pas partir sans un humain pour la transporter. Cependant, Jeanne se fait duper par Mathieu qui l'enferme dans une clé USB. Avec la clé USB, le second Mathieu une fois arrivé dans l'univers dans lequel SLG s'est déroulé, il décide d'enfermer le Mathieu de cet univers avec Jeanne, pour qu'ils continuent l'émission et pour que le Mathieu de l'univers parallèle puisse toucher les revenus de l'émission sans avoir à travailler,.

### YouTube Hero (2018)
Cette section ne s'appuie pas, ou pas assez, sur des sources secondaires ou tertiaires indépendantes du sujet. Le texte peut contenir des analyses inexactes ou inédites de sources primaires.
Pour l'améliorer, ajoutez-en, ou placez des modèles {{Source secondaire souhaitée}} ou {{Source secondaire nécessaire}} sur les passages mal sourcés. (juin 2024)
Le 4 février 2018, après plus d'un an d'absence sur sa chaîne YouTube, Mathieu Sommet sort une compilation de courtes vidéos annonçant son nouveau projet : YouTube Hero, une web-série de 7 épisodes dont le premier opus est sorti en ligne le 25 février 2018. On y découvre les aventures de Nicolas et William, deux jeunes adultes voulant « percer » sur Internet. Ils demandent alors conseil au fameux Mathieu Sommet (interprété par lui-même), qui s'était enfermé dans un ermitage de plusieurs mois pour fuir les critiques désagréables. Ce que les futurs vidéastes ignorent, cependant, c'est que Mathieu est devenu complètement fou durant son isolement, et qu'il ne passe plus son temps que dans l'alcool et la moquerie. Aigri, cynique et vulgaire, ce maître à penser un peu magicien tente désespérément de dégoûter de son métier ses disciples,,.

### Curry Club (2018-2019)
Le 29 avril 2018, Mathieu Sommet annonce sur sa chaîne la création du Curry Club, un collectif de vidéastes et d'humoristes Nantais, dont il fait partie avec William Pilet, Nicolas Fabié et Kevin Robin, et ayant déjà participé à YouTube Hero. Le but du collectif est de créer des vidéos de fiction (humoristiques ou non) à un rythme régulier, tout en ayant une liberté totale de création. Mathieu ne souhaitant utiliser ni de publicités, ni de placements de produits, il décide donc de financer le collectif grâce au financement participatif via Tipeee,.
Le 4 février 2019, Mathieu annonce qu'il quitte le Curry Club. Celui-ci continue d'exister, mais sur une chaîne à part. Mathieu, de son côté, annonce effectuer des projets en solitaire.

### OVNI (2021-2022)
Le 11 mars 2021, Mathieu Sommet publie le premier épisode d'OVNI (Objet Virtuel Non-Identifié). Il la décrit comme : « une nouvelle émission humoristique au contenu absurde sous fond de musique flamenco ! ». Après avoir pris connaissance des critiques du public, il sort deux autres épisodes en mars et avril 2021,,.

## Filmographie
- 2010 : Pas de cadavre pour le conducteur de Stevie Lacote : Vincent Raine
- 2012 : Fenêtre sur la Nuit Bleue de Stevie Lacote : héros principal
- 2015 : Super Crayon de Mathieu Sommet : Super Crayon
- 2015 : Les RPG 3 de Joueur du Grenier : Sombrelame, le guide
- 2015 : Les Dissociés du collectif Suricate : un animateur télé
- 2018 : YouTube Hero (web-série) de Mathieu Sommet : Mathieu Sommet[Note 1]
- 2020 : 11 ans de JDG de Joueur du Grenier : Sombrelame